# Louis Enders
Franz Louis Enders (* 29. Mai 1855 in Bergen; † 29. April 1942 in Dresden) war ein deutscher Architekt und ab 1894 schwedischer Staatsbürger. Er wirkte in Göteborg.

## Leben
Von 1873 bis 1876 besuchte Enders die Baugewerkeschule in Chemnitz, wo er den Beruf eines Zimmerers erlernte.
Danach studierte Enders an der Kunstakademie in Dresden.
1884 ging Enders nach Schweden, wo er bei dem Baumeister Johann Joachim Dähn eine Anstellung fand.
Sein Wirkungsgebiet fand Enders in Göteborg und Umgebung, wo er eine Reihe charakteristischer Bauten im Stil des Art Nouveau errichtete, die auch heute noch das Stadtbild prägen.
1922 verließ Enders Schweden und ließ sich in Dresden nieder, wo er 1942 starb.

## Bauten
- Vasagatan 9, Göteborg (Odd Fellow)
- Järntorget 6, Göteborg
- Textilfabrik Wettergren Stigbergsliden 6, Göteborg (1897–1904)
- Arkaden, Göteborg 1899
- Föreningsgatan 2[7]
- Packhuplats 2, Göteborg „Hertziahuset“
- Sparkassengebäude, Drottningg 33, Göteborg

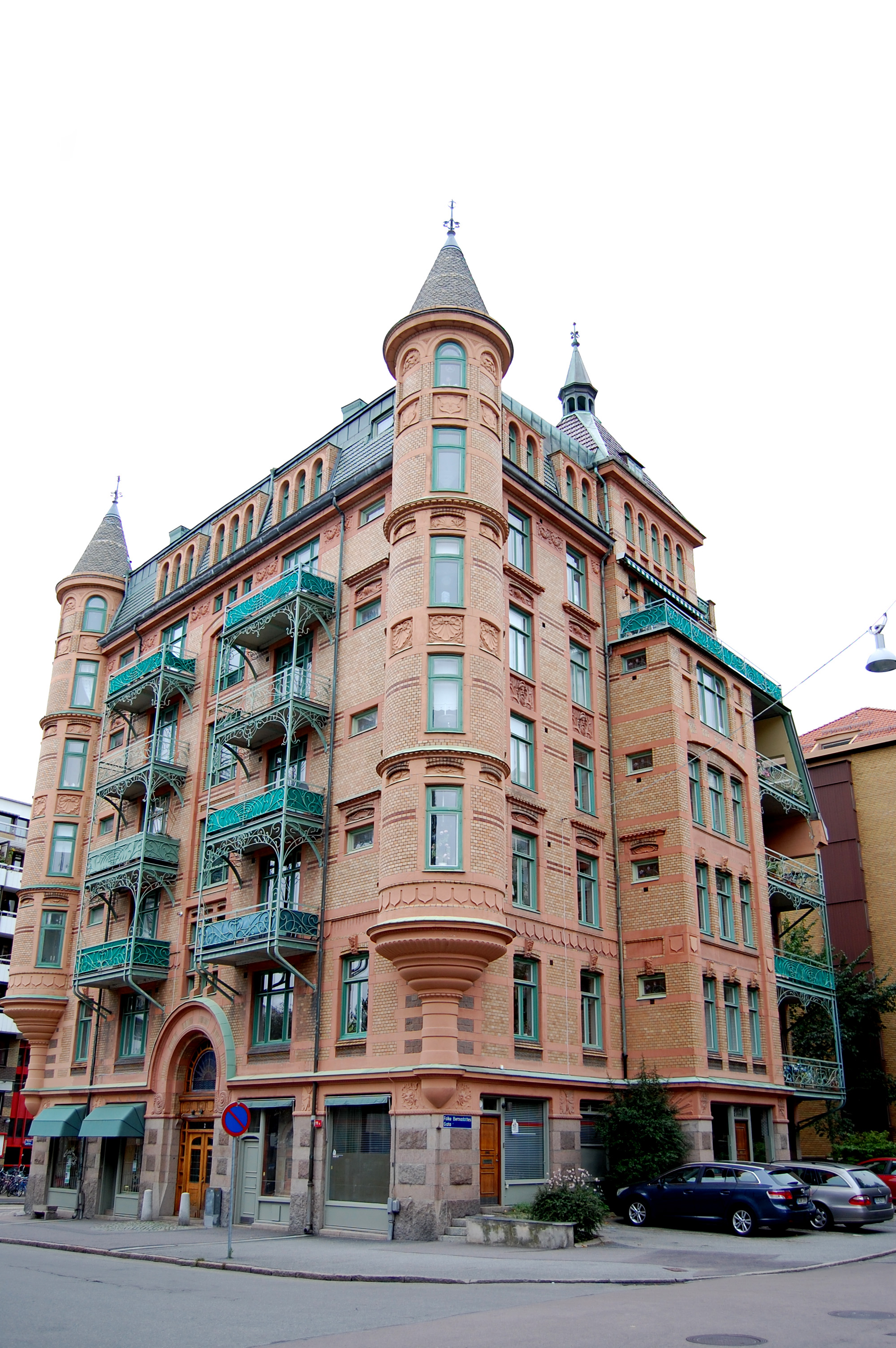
Föreningsgatan 2, Göteborg
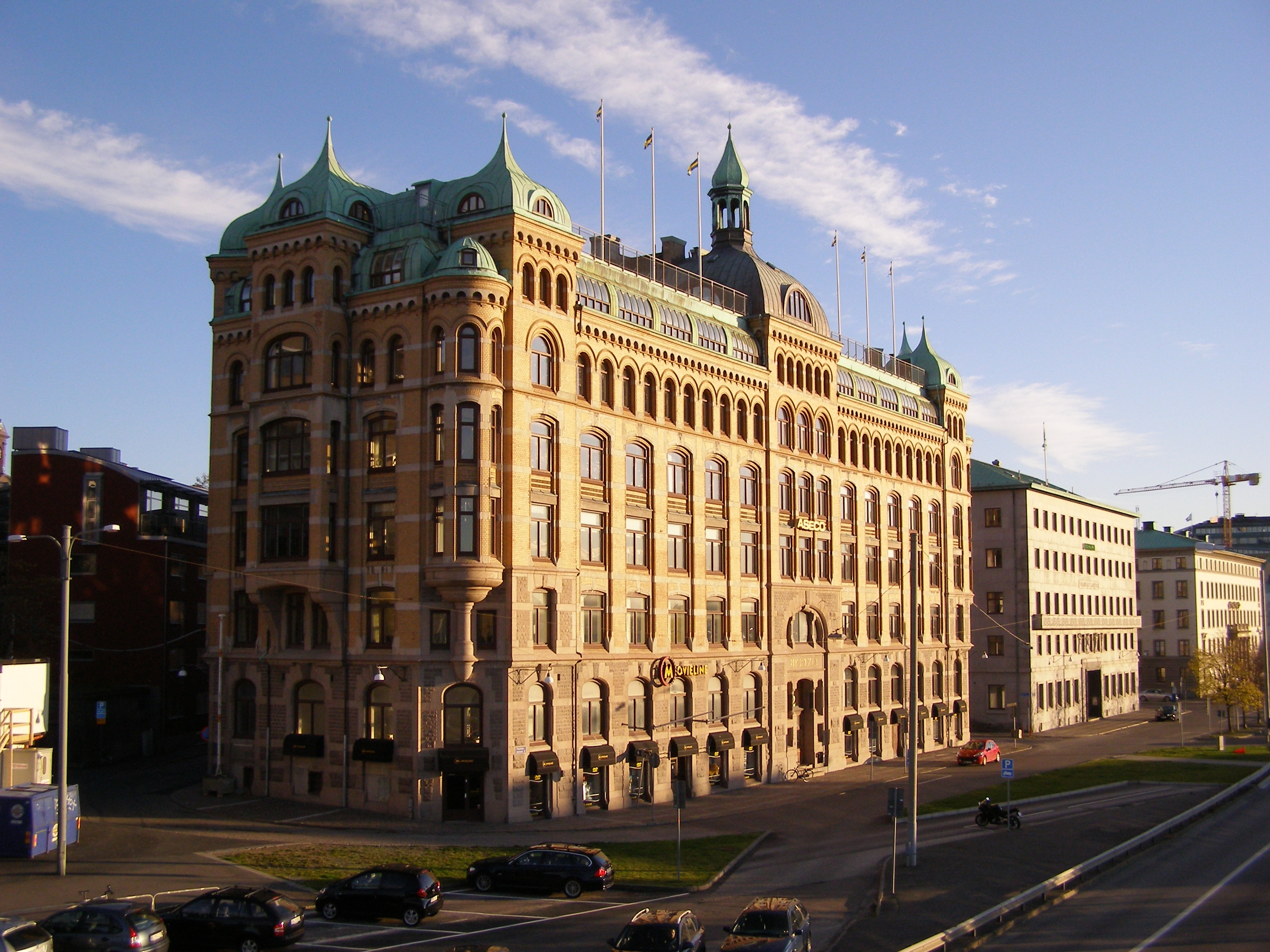
Hertzia, Göteborg
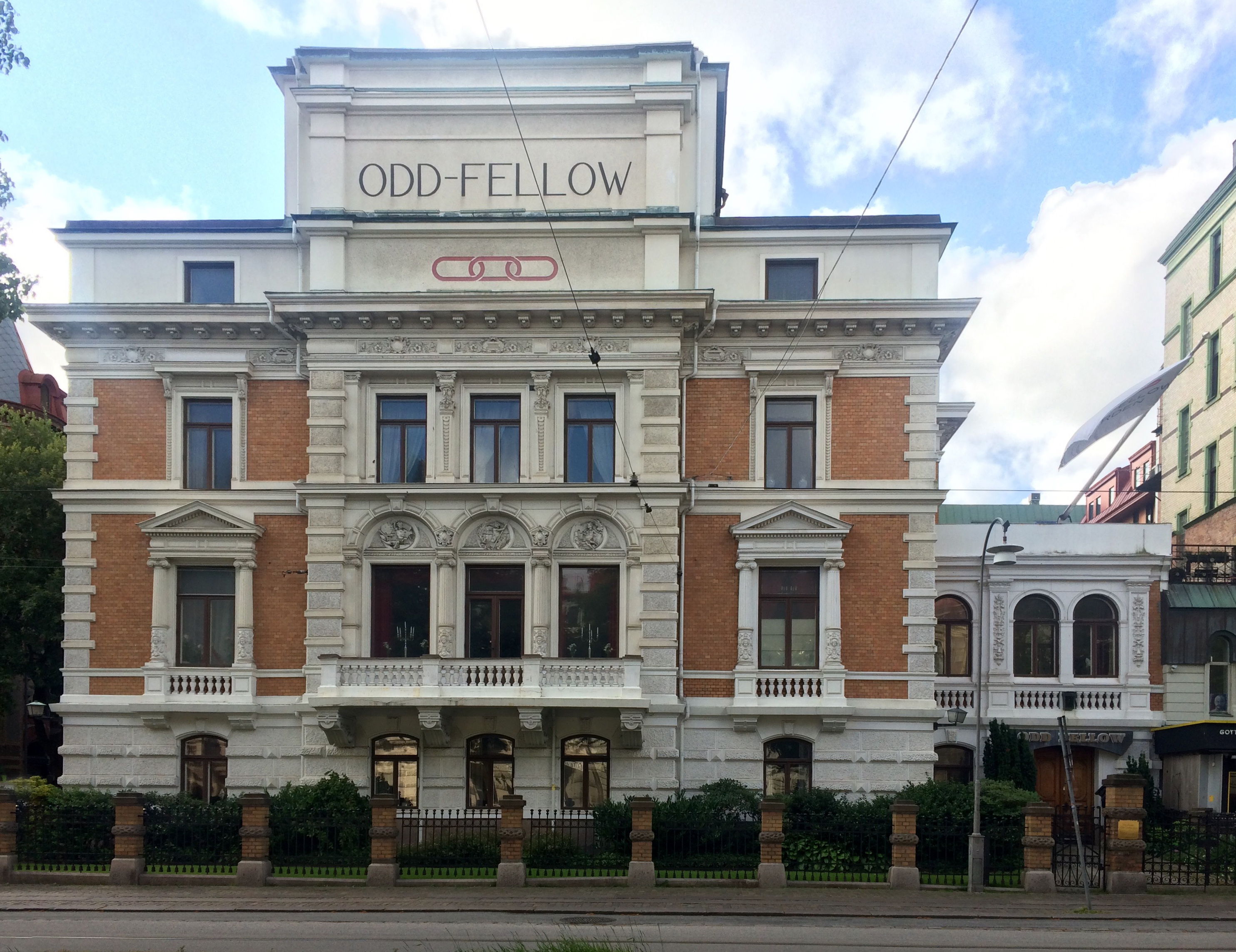
Vasagatan 9, Göteborg
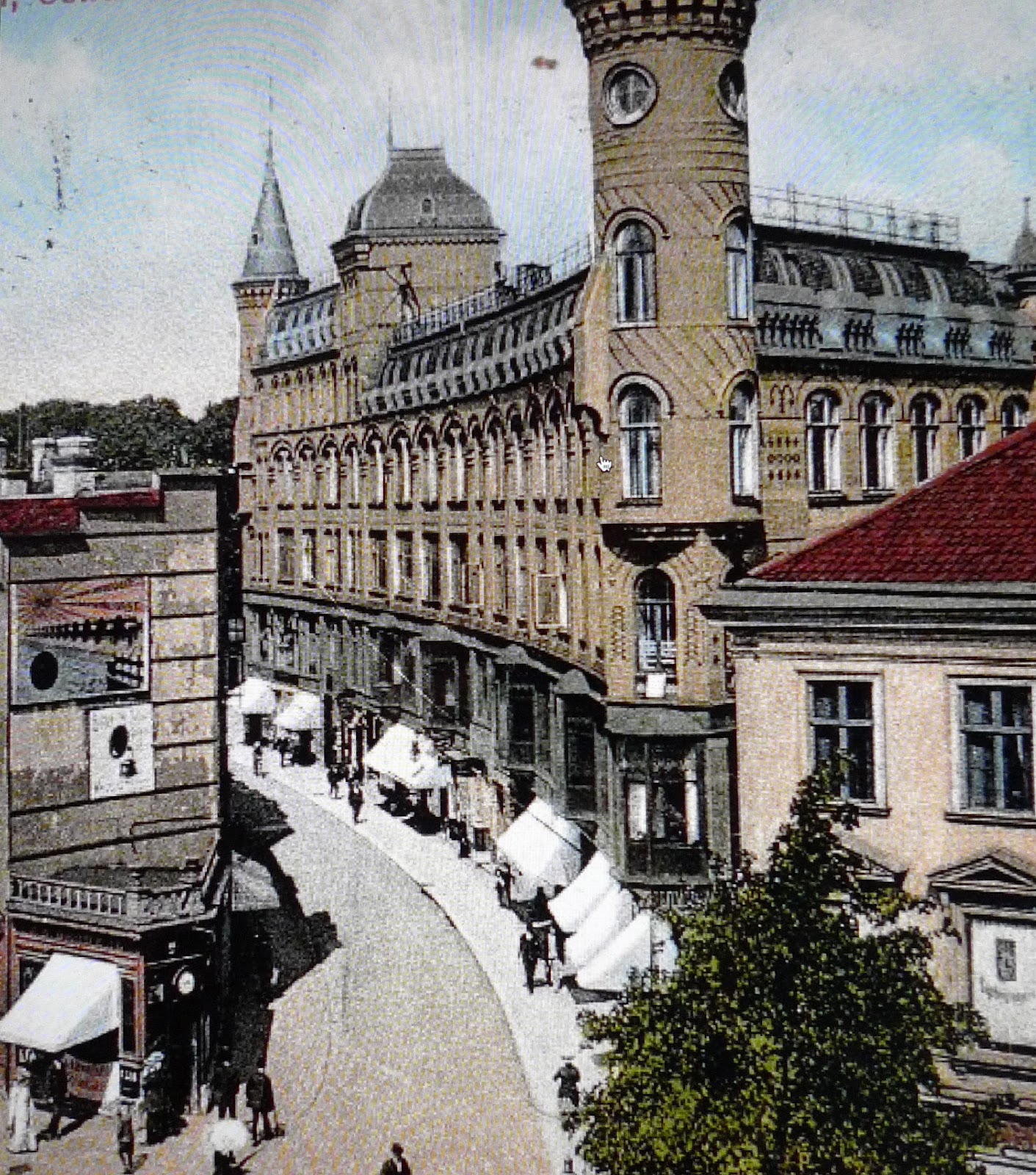
Arkaden, Göteborg
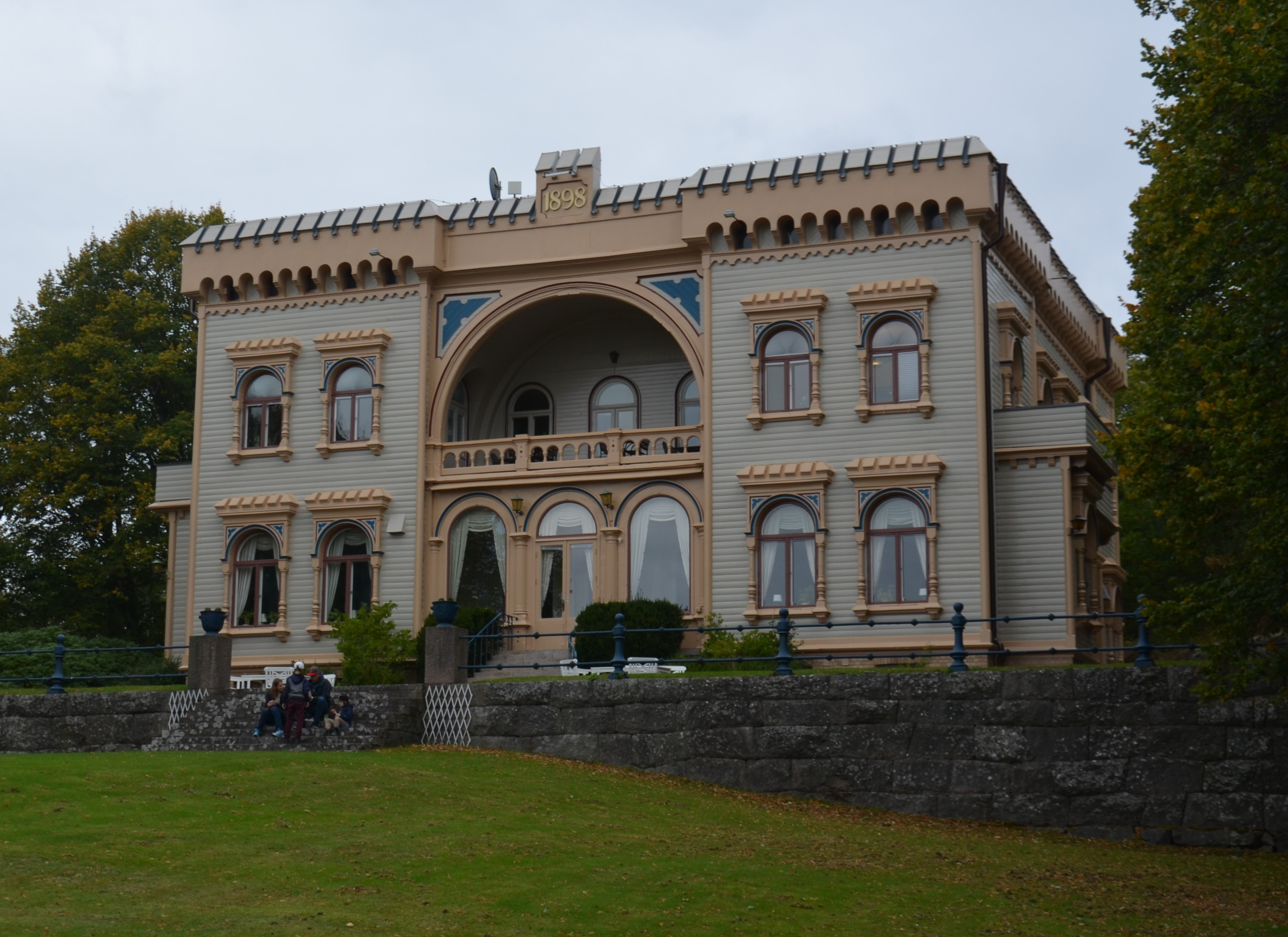
Slottsviken, Mölndal
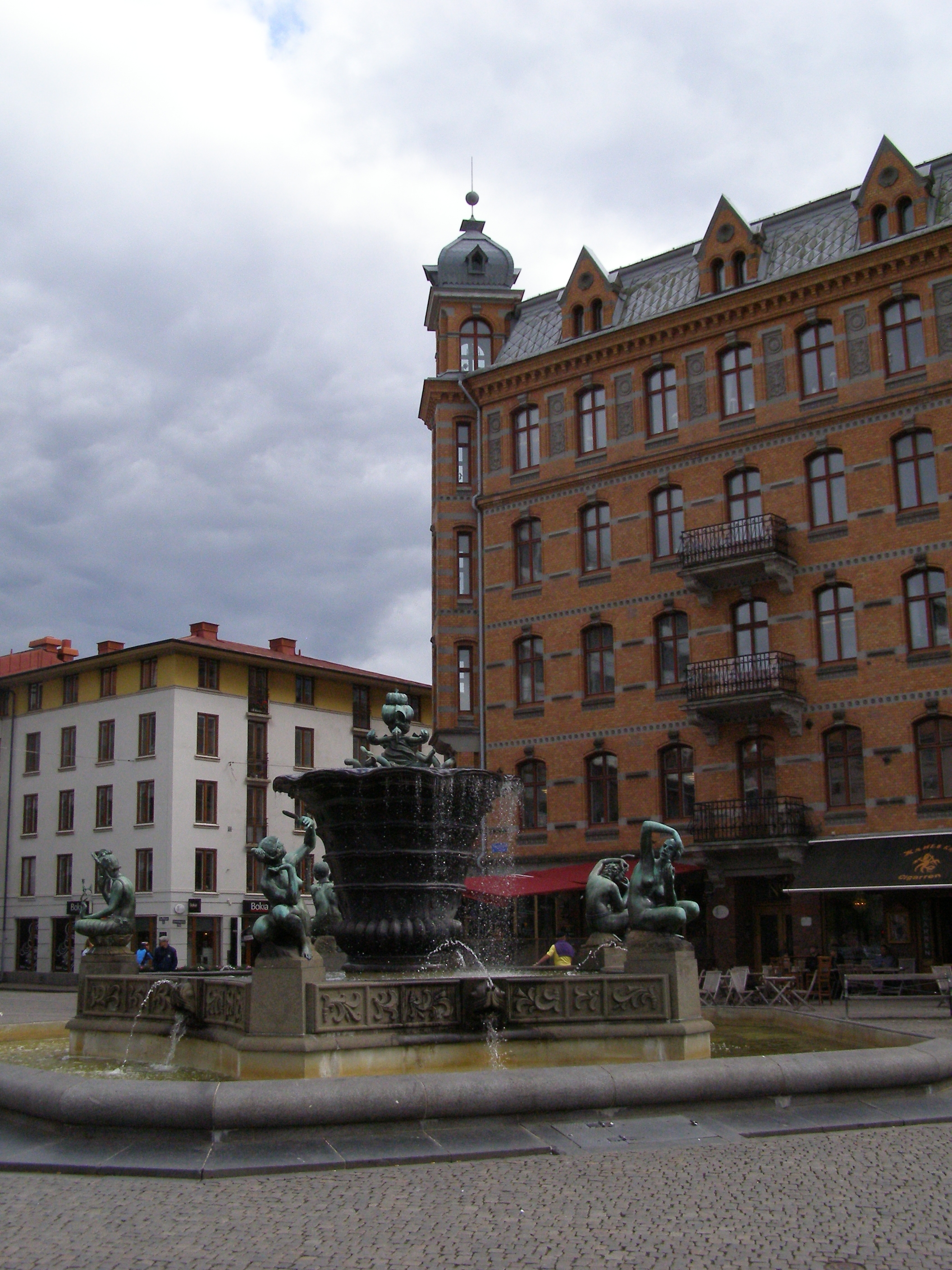
Järntorget 6, Göteborg
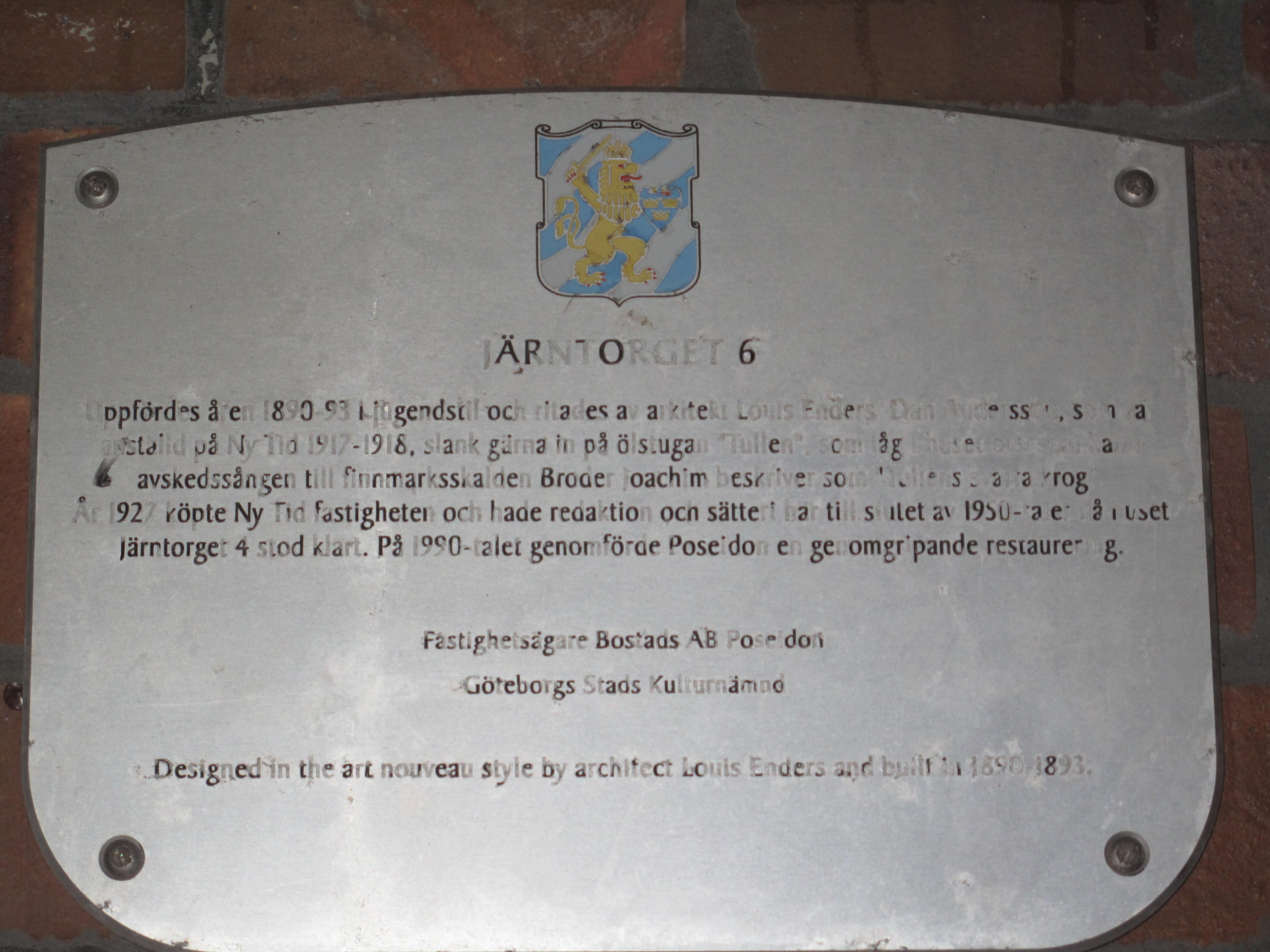
Gedenktafel am Järntorget 6

## Ehrungen
Im Stadtpark von Göteborg (Kungsparken) wurde der Parkweg "Louis Enders Gångväg" nach dem Architekten benannt.